# Lohnsubvention
Lohnsubventionen und Lohnkostenzuschüsse sind zielgruppenspezifische Standardinstrumente der aktiven Arbeitsmarktpolitik, unterscheiden sich nach Bezugsdauer, Bemessungsgrundlage, Art und Umfang des begünstigten Personenkreises und einer Zweckbindung. Sie lassen sich als negative (lohnbezogene) Steuern betrachten und haben im Rahmen der aktiven Arbeitsmarktpolitik eine lange Tradition.

## Allgemeines Konzept
Subventionierte Personalkosten sollen das verfügbare Einkommen und die Güternachfrage stabilisieren und Rückflüsse in Form von Sozialversicherungsbeiträgen und Steuern den makroökonomischen Kreislaufzusammenhang positiv beeinflussen (Nicholas Kaldor; Arthur Pigou). Lohnsubventionen und Negative Einkommensteuer dienen der Armutsbekämpfung, wobei nicht einzelne Unternehmen wie beim Mindestlohn, sondern alle Steuerzahler belastet werden. Steigende Arbeitsproduktivität und mittelfristig geringere Sozialtransfers werden zudem erwartet.

## Funktionsweise
Es ergibt sich eine Verschiebung der Budgetgeraden von B nach Bsub. Die marginale Lohnsubvention setzt am Punkt G0 an und schafft im Modell vier neue Beschäftigte (n0 < n). Die fiskalischen Wohlfahrtseffekte ergeben sich wegen der nachfragewirksamen Outputeffekte für Nicholas Kaldor insbesondere bei allgemeinen (nicht selektiven) Lohnsubventionen. Allerdings ist bei einer selektiven Lohnsubvention die Transfersumme geringer. Einkommenseffekte werden als makroökonomisches Steuerungsinstrument betrachtet, denn zusätzliches Einkommen der Haushalte fließt aufgrund der geringen Sparquote direkt in die Konsumnachfrage. Aufgrund der Konsumfunktion wirken Lohnsubventionen somit als automatischer Stabilisator, denn sie glätten die Konjunkturschwankungen. Zwischen Nachfrage und Beschäftigung ergibt sich eine positive Rückkopplungsschleife, die sich nach jedem Durchlauf abgeschwächt fortsetzt. Lohnsenkungen dagegen drücken auf die Nachfrage und die Preise, schmälern damit die Gewinnaussichten. Die Idee der Lohnsubventionen ist, dass sich selbst bei geringer Arbeitsnachfrageelastizität positive Wohlfahrtswirkungen nachweisen lassen.

## Modelle und Modellversuche
Nach Empfehlungen der EU-Kommission und der OECD führten die Niederlande und Frankreich zuerst Lohnsubventionen ein. Seit Mitte der 1990er Jahre werden Kombilohn-Konzepte in Deutschland diskutiert. Es gibt einige Simulationsstudien und Modellversuche, die sich hinsichtlich der Förderhöhe und ‑modalitäten, der jeweiligen Zielgruppe sowie der Kosten und der Beschäftigungswirkung unterscheiden. Erprobt werden u. a. Mainzer Modell, Scharpf-Modell (Fritz W. Scharpf), Magdeburger Alternative, Hamburger Modell. Das Einstiegsgeld findet sich in § 16b SGB II und der Einstiegsgeldverordnung (ESGV) als Kann-Leistung im SGB II wieder, führt aber ein Schattendasein.

## Kritik
Gegen Lohnsubventionen werden diese Einwände vorgebracht:
- Die Arbeitsnachfrage sei – bedingt durch die unflexible Tarifpolitik – zu gering;
- das Arbeitsangebot sei wegen des existierenden sozialen Sicherungssystems gehemmt (Lohnabstand zu gering für Ledige, Substitutions- und Einkommenseffekte).
- Mitnahmeeffekte entstehen (Layard/Nickell/Jackman 1991);
- Substitutionseffekte lösen sich nicht auf (hohe Freizeitpräferenz der unteren Einkommensbezieher);
- intersektorale Verdrängungseffekte zwischen Unternehmen treten auf (subventionierte Unternehmen erlangen Wettbewerbsvorteile gegenüber den nicht-subventionierten);
- Drehtür- und Rotationseffekte sind zu beobachten (nicht subventionierte Arbeitnehmer würden durch subventionierte ersetzt, sobald die Subventionsberechtigung ausläuft und erst dann wieder eingestellt, wenn eine weitere Förderung vorliegt);
- volkswirtschaftliche Multiplikatoreffekte sind maßgeblich für Unternehmensentscheidungen, selten geringere Personalkosten.

Die Bewertung subventionierter Personalkosten fällt unterschiedlich aus. Die Erwartungen an die positive Arbeitsmarktwirkung sind groß, aber die erzielten Wirkungen gering. Das kann daran liegen, dass vor den Arbeitsmarktreformen in Deutschland die Transferansprüche (aus dem bestehenden Sozialrecht) zu hoch waren. Die Langzeitarbeitslosigkeit löste sich hingegen nach den Arbeitsmarktreformen und den neuen Gewinnchancen für die Unternehmen nicht auf, sondern verfestigte sich noch. Dass Lohnsubvention die Arbeitslosigkeit beseitigen kann, ist mithin fraglich. Die Vorzüge dieses Arbeitsmarktinstruments mögen auf anderen Gebieten liegen.